# Biatlo nos Jogos Olímpicos de Inverno de 2022 - Revezamento misto
O revezamento do biatlo nos Jogos Olímpicos de Inverno de 2022 foi disputado no Hualindong Ski Resort, em Yanqing, em Pequim, em 5 de fevereiro.

## Medalhistas
|  | NOR Noruega                                                        |  | FRA França                                                                   |  | ROC                                                                    |
|  | Marte Olsbu Røiseland Tiril Eckhoff Tarjei Bø Johannes Thingnes Bø |  | Anaïs Chevalier-Bouchet Julia Simon Émilien Jacquelin Quentin Fillon Maillet |  | Uliana Nigmatullina Kristina Reztsova Alexander Loginov Eduard Latypov |

## Resultados
A prova foi disputada às 17h no horário local. As duas primeiras pernas foram executadas pelas mulheres que percorreram o trajeto de 6 quilômetros cada, enquanto que as duas pernas finais foram percorridas por homens que percorreram 7,5 quilômetros. Cada atleta passou pela estação de tiro duas vezes, a primeira atirando deitado e a segunda em pé.
| Pos. | Bib | País                                                                                    | Tempo                                     | Penalidades (P+S)                        | Diferença |
| ---- | --- | --------------------------------------------------------------------------------------- | ----------------------------------------- | ---------------------------------------- | --------- |
| 01 ! | 7   | NOR Noruega Marte Olsbu Røiseland Tiril Eckhoff Tarjei Bø Johannes Thingnes Bø          | 1:06:45.6 17:18.6 19:12.6 15:31.1 14:43.3 | 1+6 2+7 0+1 0+0 1+3 2+3 0+0 0+3 0+2 0+1  | –         |
| 02 ! | 1   | FRA França Anaïs Chevalier-Bouchet Julia Simon Émilien Jacquelin Quentin Fillon Maillet | 1:06:46.5 18:43.7 17:17.7 15:56.3 14:48.8 | 0+5 3+6 0+2 1+3 0+2 0+0 0+0 2+3 0+1 0+0  | +0.9      |
| 03 ! | 2   | ROC Uliana Nigmatullina Kristina Reztsova Alexander Loginov Eduard Latypov              | 1:06:47.1 18:16.0 18:46.1 14:38.3 15:06.7 | 0+4 1+9 0+2 0+3 0+1 1+3 0+0 0+2 0+1 0+1  | +1.5      |
| 4    | 3   | SWE Suécia Hanna Öberg Elvira Öberg Martin Ponsiluoma Sebastian Samuelsson              | 1:07:26.6 18:02.6 18:13.8 15:41.1 15:29.1 | 0+7 0+6 0+2 0+1 0+3 0+2 0+0 0+3 0+2 0+0  | +41.0     |
| 5    | 11  | GER Alemanha Vanessa Voigt Denise Herrmann Benedikt Doll Philipp Nawrath                | 1:07:51.1 19:37.1 18:00.0 15:23.0 14:51.0 | 1+10 1+8 1+3 1+3 0+3 0+3 0+3 0+1 0+1 0+1 | +1:05.5   |
| 6    | 8   | BLR Bielorrússia Dzinara Alimbekava Hanna Sola Mikita Labastau Anton Smolski            | 1:08:00.2 17:49.8 19:05.0 15:32.8 15:32.6 | 0+6 2+8 0+1 0+1 0+3 2+3 0+0 0+2 0+2 0+2  | +1:14.6   |
| 7    | 10  | USA Estados Unidos Clare Egan Sean Doherty Paul Schommer                                | 1:08:58.3 18:52.3 17:38.8 15:27.8 16:59.4 | 1+8 0+4 0+3 0+2 0+1 0+0 1+3 0+2          | +2:12.7   |
| 8    | 13  | SUI Suíça Amy Baserga Lena Häcki Benjamin Weger Sebastian Stalder                       | 1:09:06.0 18:39.9 18:44.0 15:23.8 16:18.3 | 2+6 0+5 1+3 0+1 0+0 0+1 0+0 0+2          | +2:20.4   |
| 9    | 6   | ITA Itália Lisa Vittozzi Dorothea Wierer Thomas Bormolini Lukas Hofer                   | 1:09:25.3 17:35.3 18:30.2 16:23.0 16:56.8 | 0+4 2+10 0+0 0+1 0+1 0+3 0+0 1+3 0+3 1+3 | +2:39.7   |
| 10   | 18  | AUT Áustria Julia Schwaiger Lisa Theresa Hauser Simon Eder Felix Leitner                | 1:09:44.2 19:25.7 18:41.6 15:49.8 15:47.1 | 1+6 1+7 0+2 1+3 1+3 0+0 0+1 0+3 0+0 0+1  | +2:58.6   |
| 11   | 5   | FIN Finlândia Suvi Minkkinen Mari Eder Tero Seppälä Olli Hiidensalo                     | 1:10:06.7 19:24.1 18:14.2 15:12.5 17:15.9 | 1+6 0+6 0+0 0+0 0+2 0+3 0+1 0+0 1+3 0+3  | +3:21.1   |
| 12   | 15  | CZE República Checa Jessica Jislová Markéta Davidová Mikuláš Karlík Michal Krčmář       | 1:10:20.2 18:40.2 18:44.1 17:11.7 15:44.2 | 2+7 1+10 0+3 0+2 0+0 0+3 2+3 1+3 0+1 0+2 | +3:34.6   |
| 13   | 9   | UKR Ucrânia Valentyna Semerenko Yuliia Dzhima Artem Pryma Dmytro Pidruchnyi             | 1:10:21.7 20:46.4 17:50.2 15:45.1 16:00.0 | 3+9 1+6 2+3 1+3 0+0 0+2 0+3 0+1 1+3 0+0  | +3:36.1   |
| 14   | 12  | CAN Canadá Sarah Beaudry Emma Lunder Christian Gow Scott Gow                            | 1:11:12.4 19:48.9 18:48.1 16:30.5 16:04.9 | 0+5 3+12 0+1 0+3 0+3 2+3 0+0 1+3         | +4:26.8   |
| 15   | 19  | CHN China Meng Fanqi Chu Yuanmeng Yan Xingyuan Cheng Fangming                           | 1:11:28.1 19:15.9 19:46.1 16:20.4 16:05.7 | 0+3 0+9 0+0 0+3 0+3 0+2 0+0 0+2          | +4:42.5   |
| 16   | 14  | EST Estônia Regina Oja Tuuli Tomingas Rene Zahkna Kristo Siimer                         | 1:11:56.5 18:50.6 19:19.0 16:13.1 17:33.8 | 0+8 1+6 0+3 0+1 0+0 1+3 0+2 0+0 0+3 0+2  | +5:10.9   |
| 17   | 16  | SVK Eslováquia Ivona Fialková Paulína Fialková Michal Šíma Tomáš Sklenárik              | LAP 19:59.3 19:45.2 LAP 0                 | 3+3 0+3 1+3 0+1 5+3                      | +9:59.7   |
| 18   | 20  | JPN Japão Fuyuko Tachizaki Sari Maeda Tsukasa Kobonoki Kosuke Ozaki                     | LAP 19:53.9 LAP 0                         | 0+3 0+3 0+2 3+3                          | +9:59.7   |
| 19   | 17  | BUL Bulgária Milena Todorova Maria Zdravkova Vladimir Iliev Dimitar Gerdzhikov          | LAP 19:38.6 LAP 0                         | 0+2 1+3 0+1 2+3                          | +9:59.8   |
| 20   | 4   | SLO Eslovênia Polona Klemenčič Živa Klemenčič Jakov Fak Miha Dovžan                     | LAP 19:15.0 LAP 0                         | 0+1 0+3 3+3 1+3                          | +9:59.9   |

Legenda
| Recorde mundial      | Recorde mundial (World record)               |                       | Recorde africano                      | Recorde africano (African) |                                           | Q | Classificado por posição (Qualified) |
| Recorde olímpico     | Recorde olímpico (Olympic record)            | Recorde da América    | Recorde da América (Americas)         | q                          | Classificado por melhor tempo (Qualified) |   |                                      |
| Melhor marca do ano  | Melhor marca do ano (World leading)          | Recorde asiático      | Recorde asiático (Asian)              | DNS                        | Não largou (Did not start)                |   |                                      |
| Recorde nacional     | Recorde nacional (National record)           | Recorde europeu       | Recorde europeu (European)            | DNF                        | Não terminou (Did not finish)             |   |                                      |
| Recorde pessoal      | Recorde pessoal do atleta (Personal best)    | Recorde da Oceania    | Recorde da Oceania (Oceania)          | DSQ / DQ                   | Desclassificado (Disqualified)            |   |                                      |
| Recorde da temporada | Recorde da temporada do atleta (Season best) | Recorde sul-americano | Recorde sul-americano (South America) | NM                         | Sem marca (No mark)                       |   |                                      |